# 천룡팔부 (영화)
《천룡팔부》(중국어: 新天龍八部之天山童姥)는 1963년에 출간된 동명의 소설을 원작으로 1994년 개봉한 홍콩 무협 영화이다.

## 출연
- 공리 - 무행운
- 임청하 - 이추수/이창해
- 임문룡 - 허죽
- 장민 - 아자

## 한국판 성우진(SBS)
- 송도영 - 무행운(공리)
- 윤소라 - 이추수(임청하)
- 조진숙 - 이창해(임청하)
- 강수진 - 허죽(임문룡)
- 이진화 - 아자(장민)
- 김용식 - 소요자(가양왕)
- 윤병화 - 소성하(요계지)
- 김준 - 정춘주(서소강)
- 김태웅 - 스님(우문중)
- 서광재 - 아자의 사형(백석천)
- 오수경 - 아청(가천이)